# کتابخانه ملی کره شمالی

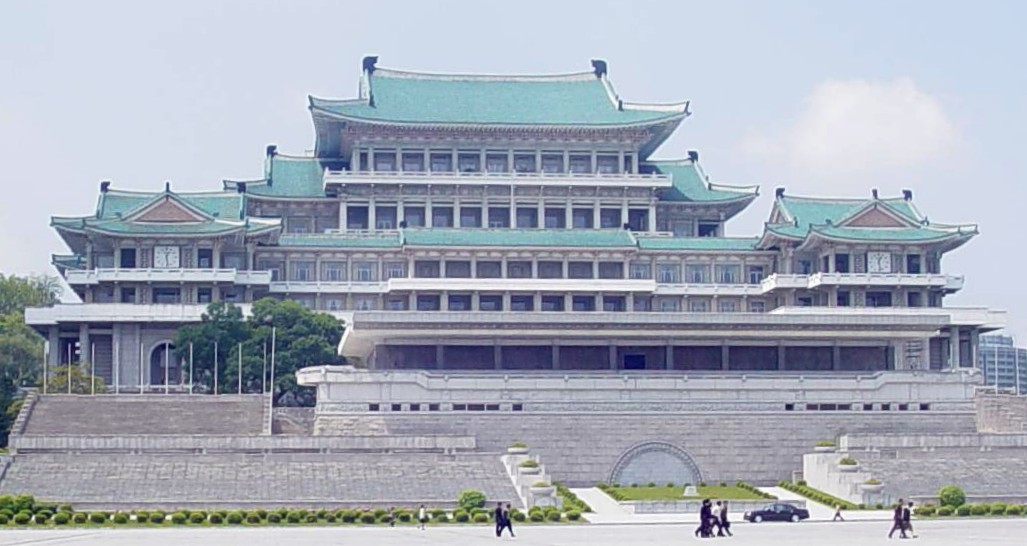
نمایی از ساختمان مجتمع کتابخانه ملی کره شمالی - ۲۰۰۵

کتابخانه ملی کره شمالی که بیشتر با نام کتابخانه مرکزی پیونگ‌یانگ شناخته می‌شود، در حقیقت کتابخانه ملی کشور کره شمالی است که در شهر پیونگ‌یانگ قرار دارد. مجموعه آن در حدود ۱۵۰۰۰۰۰ جلد است
در ۱۹۸۲ تالار بزرگ مطالعات خلق در پیونگ‌یانگ تأسیس شد که در نقش کتابخانه ملی عمل می‌کرد. این کتابخانه، گنجایش ۳۰٬۰۰۰٬۰۰۰ جلد کتاب را دارد (و می‌تواند پذیرای۰۰۰, ۱۲ مراجعه‌کننده باشد این مرکز همچنین مسئول تهیه و انتشار کتابشناسی ملی کره‌شمالی است. از سال ۲۰۰۱، این کتابخانه فهرست تحت شبکه را جایگزین فهرست‌های دستی و کاغذی خود کرده‌است.